# Pandirodesmus jaggernauthi
Pandirodesmus jaggernauthi — вид двопарноногих багатоніжок родини Chelodesmidae. Описаний у 2022 році.

## Назва
Вид названо на честь тринідадського природоохоронця Дена Джаггернаута.

## Поширення
Ендемік острова Тринідад. Виявлений на схилах гори Ель-Сьєрро-дель-Аріпо. Мешкає у лісовій підстилці гірського лісу.

## Опис
Багатоніжка має довжину приблизно один сантиметр і вкрита тонким шаром піщинок, які, як вважають, захищають її, зміцнюючи екзоскелет. На відміну від більшості видів двопарноногих багатоніжок, які мають дві пари однакових за розміром ніг на кожному сегменті тіла, представники роду Pandirodesmus мають одну пару коротких ніг і одну пару довгих ніг на кожному сегменті.